# Полин кураєвий
Полин кураєвий, полин солянковидний (Artemisia salsoloides) — вид рослин із родини айстрових (Asteraceae).

## Біоморфологічна характеристика
Багаторічний, гіллястий майже від основи, голий чи рідкісно волосистий, в основі дерев'янистий кущик з кількома прямовисними, 20–40(60) см заввишки, зеленувато-жовтими, блискучими, жолобчатими стеблами з дерев'янистого, міцного, лежачого кореневища. Листки майже сидячі, голі, сизі, 3–6 см завдовжки, 2–3-перисторозсічені на лінійно-довгасті, 8–12 × 1–2 мм, тупі сегменти; середні стеблові листки пальмоподібно-розсічені на 3, 1–2 см завдовжки, ± гострі сегменти; найгорішніші листки нерозділені, лінійно-довгасті, загострені. Первинне суцвіття — добре розгалужена волоть із висхідними гілками. Квіткові голови гетерогамні, широко-яйцювато-субкулясті, 3–6 × 2–3.5 мм. Обгортка приквітків 4–5-серійна; приквітки гладкі сірувато-зелені. Квіточки жовті. Ципсели темно-коричневі, ≈ 1.2 мм завдовжки, дрібносмугастий. Період цвітіння: червень — вересень.

## Середовище проживання
Зростає на території від сходу Європи до північного заходу Індії (сх. Україна, Росія, Казахстан, Пакистан, пн.-зх. Індія).
В Україні зростає на крейдяних оголеннях — на півночі Лівобережного Степу, у Донецькому Лісостепу, спорадично.